# Seznam bolgarskih izumiteljev
Seznam bolgarskih izumiteljev.

## A
- John Vincent Atanasoff

## B
- Angel Balevski
- Yull Brown

## P
- Vladko Panajotov
- Peter Petroff